# 巴赫梅蒂夫卡
49°47′58″N 35°50′23″E / 49.79944°N 35.83972°E
巴赫梅蒂夫卡（烏克蘭語：Бахметівка）是位於烏克蘭東部的村莊，由哈爾科夫州哈爾科夫區的新沃多拉哈市鎮負責管轄。該村面積0.628平方公里，海拔高度104米，2001年人口161，人口密度每平方公里256.4人。